# Renee Young
Renee Jane Paquette, meglio conosciuta come  Renee Young (Toronto, 19 settembre 1985), è una conduttrice televisiva, commentatrice sportiva canadese, sotto contratto con la All Elite Wrestling. È  altresí nota per i suoi trascorsi nella WWE tra il 2012 e il 2020.

## Biografia
Renee Paquette nasce a Toronto da madre canadese e padre francese. Durante l'infanzia partecipa ad alcune sfilate di moda e, dopo le scuole superiori, si trasferisce a Los Angeles per intraprendere la carriera di attrice.
Nel 2009 inizia a lavorare per l'emittente televisiva Score Television Network in un programma chiamato Aftermath.

## Carriera

### WWE (2012–2020)
Dopo aver firmato un contratto con la WWE nell'ottobre del 2012 e assunto lo pseudonimo "Renee Young", debutta come intervistatrice il 29 marzo 2013 durante una puntata di SmackDown, in cui intervista Big Show, Randy Orton e Sheamus.
Agli inizi della sua carriera, nella federazione, svolge il ruolo di co-hosting nei tour della WWE, per poi essere promossa a presentatrice del JBL and Cole Show, trasmesso su YouTube e nel sito ufficiale fino alla sua cancellazione avvenuta nel giugno del 2015. Grazie ad esso riceve uno Slammy Award come programma preferito dal pubblico. In seguito presenta anche la WWE Vintage Collection, accompagnata dall'Hall of Famer "Mean" Gene Okerlund.
Il 10 settembre 2018 è promossa da intervistatrice a commentatrice di Raw, divenendo così la prima donna nella storia della WWE a ricoprire tale ruolo.
Durante SummerSlam 2020 annuncia il suo addio alla WWE dopo otto anni di attività nella compagnia di Stamford. Qualche mese dopo, ha confermato di aver cercato di risolvere il suo contratto con la federazione l nei mesi precedenti, cosa che però non è avvenuta per la chiara opposizione della stessa.
Citando le sue parole, "Quando ho pensato seriamente di lasciare la WWE, diversi anni fa, non mi fu concessa la rescissione contrattuale perché ero sotto contratto di sviluppo. La compagnia non voleva comunque farmi andare via in nessun modo e, così, cominciai a fare anche tante cose belle. Da allora sono stati veramente anni intensi e pieni di eventi e, fino a tre anni, fa non sarei riuscita ad immaginarmi una carriera così".

### All Elite Wrestling (2022–presente)
Il 12 ottobre 2022 Tony Khan, presidente della All Elite Wrestling annuncia la firma di Paquette con la compagnia e la stessa sera, esordì a Dynamite.

## Vita privata
Nel novembre del 2013 ha iniziato una relazione con il wrestler Jonathan Good. La coppia si è sposata nell'aprile del 2017 e ha una figlia.

## Filmografia
- The Smart Woman Survival Guide – serie TV, 1 episodio (2007)
- Gotta Grudge – reality show, 8 episodi (2010)
- Total Divas – reality show, 6 episodi (2013-2015)
- Total Bellas – reality show, 4 episodi (2017-2018)
- Miz and Mrs. – reality show, 1 episodio (2018)